# Jeanguy Saintus
Jeanguy Saintus (Port-au-Prince, 1964) is een Haïtiaans choreograaf, danser en dansleraar.

## Leven
Saintus studeerde antropologie, sociologie en talen, Haïtiaanse traditionele dans, en klassieke, moderne en hedendaagse danstechnieken.
Hij is een van de oprichters van het dansensemble Ayikodans, dat zich in 20 jaar tijd ontwikkelde tot een professionele groep met een eigen centrum en trainingsprogramma. Met zijn eigen Afro-Hedendaagse techniek heeft hij een belangrijk aandeel gehad in de ontwikkeling van de Caraïbische dans. Hij geeft dansonderwijs in Jamaica en andere landen.
Saintus is verder voor een groot deel autodidact. Elk jaar onderzoekt en maakt hij nieuwe choreografieën en verkent hij nieuwe grenzen. In zijn choreografieën geeft hij door middel van het lichaam uitdrukking aan de smeltkroes van de Caraïbische cultuur en het dagelijkse leven van Haïti. Verder zijn in zijn werk elementen uit de folklore en de religieuze Haïtiaanse vodoucultuur en ook diverse Afrikaanse, indiaanse en Franse invloeden te herkennen.

## Onderscheiding
Saintus werd in 2008 onderscheiden met de Prins Claus Prijs in het thema Cultuur en het menselijk lichaam. Het Prins Claus Fonds eerde hem "voor zijn enerverende, moderne werk waarin het spirituele en het fysieke elkaar ontmoeten en het menselijk lichaam centraal staat. Voor het stimuleren van de danskunst, jong talent en een gevoel van trots op de kracht, schoonheid en rijkdom van de Haïtiaanse identiteit."